# Памятник Владимиру Ульянову — гимназисту (Ульяновск)
Памятник В. И. Ленину (гимназисту) — памятник Владимиру Ильичу Ленину. Находится у ж/д станции Ульяновск I в Железнодорожном районе города Ульяновска. Памятник монументального искусства федерального значения.

## История
21 января 1941 года президиумом Ульяновского горисполкома была рассмотрена установка памятника, но осталась нереализованной из-за начала войны. 2 февраля 1951 года ульяновский облисполком принял решение «О реконструкции вокзала ст. Ульяновск 1 Уфимской ж. д.», а в 1953 году вновь было принято решение о постановке монумента, моделью которого стала композиция скульптора В. Е. Цигаля «В. И. Ленин — гимназист» (1949), получившая в 1950 году Сталинскую премию. Автором постамента памятника стал архитектор М. А. Готлиб. Главная идея памятника выражала важное событие в истории города — рождение и первые годы жизни в Симбирске В. И. Ульянова (Ленина), и одновременно объясняла его современное название — Ульяновск.

## Описание
Открытие монумента приурочили ко Дню конституции — 5 декабря 1954 года. Высота памятника с постаментом — 560 см. Владимир Ульянов изображен в гимназической форме, на плечи наброшена шинель, руки сжимают книгу. На основании — позолоченная, углубленная надпись в три строки: «В.И. УЛЬЯНОВ /- ЛЕНИН -/ 1887». Это единственный памятник города, на котором отмечены не год его сооружения и не даты жизни человека, а конкретный год из биографии Владимира Ульянова.
Памятник высотой 5,11 м выполнен из светло-розового гранита представляет собой поясную скульптуру В. И. Ульянова-гимназиста, в гимназической форме, в наброшенной на левое плечо шинели, с книгой в руках. Скульптура высотой 2,91 м установлена на прямоугольном красного гранита четырехугольном в сечении постаменте. Скульптурный монумент и окружающий его сквер расположены в центре площади, окруженной жилой и общественной каменной застройкой сер. XX в. Ориентирован по сторонам света, по линии восток-запад, лицевой частью на запад.
Решением облисполкома № 223/5 от 16 марта 1957 года и Постановлением Совета Министров РСФСР № 1292 от 20 ноября 1958 года монумент был объявлен памятником искусства государственного значения и официально взят под охрану государственных органов. Ответственным за сохранность определялся Ульяновский горисполком. Согласно приложению к решению горисполкома № 449/11 от 7 июня 1974 года ответственность за содержание памятника возлагалась на Ульяновское отделение Куйбышевской железной дороги и среднюю школу № 11.

## Памятник в филателии
- 25 февраля 1960 г. был издан Художественный маркированный конверт — памятник В. И. Ленину-гимназисту (художник Л. Завьялов)[6][7];
- 29 марта 1961 г. Министерством связи СССР издан художественный маркированный конверт — Ульяновск. Ж/д вокзал. (Худ. Акимушкин)[8];
- 1967 г. Почта СССР № 3479. 2 к. — «Ленин-гимназист» (скульптор В. Цигаль, 1949). Фрагмент памятника, установленного в 1954 г. в Ульяновске;
- 1969 г. Почта СССР, 4 к. — «1-я Всесоюзная юношеская филателистическая выставка. Киев», на марке изображён фрагмент памятника Володя Ульянов-гимназист (Ульяновск).
- 1987 г. — ХМК СССР. Ульяновск. «Всесоюзная филателистическая выставка, посвящённая 70-летию Великого Октября. Ульяновск — 87 (памятник В. И. Ленину-гимназисту»[9].

## Галерея

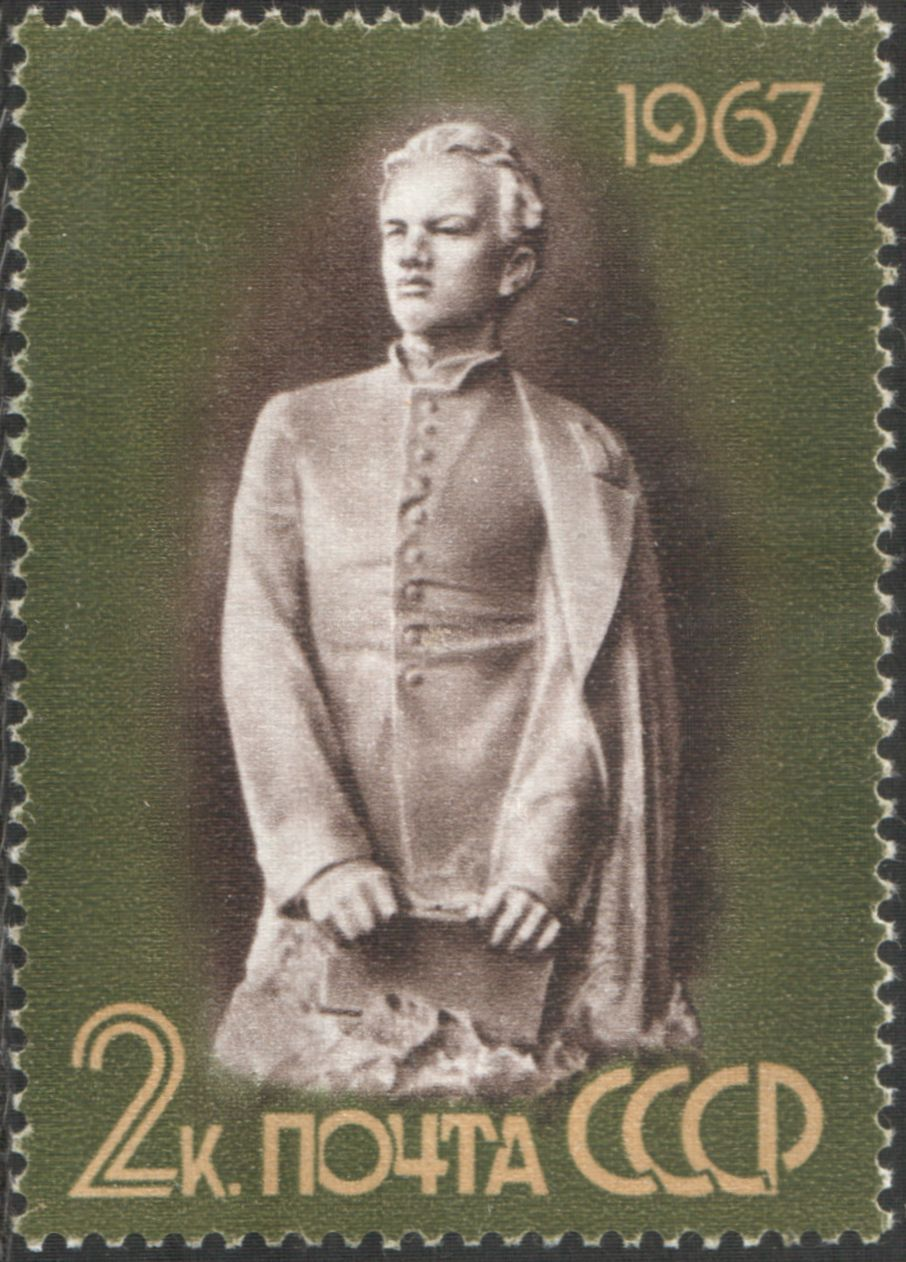
Марка Почта СССР с изображением памятника «Ульянов-гимназист» (открыт в 1954 г., г. Ульяновск).
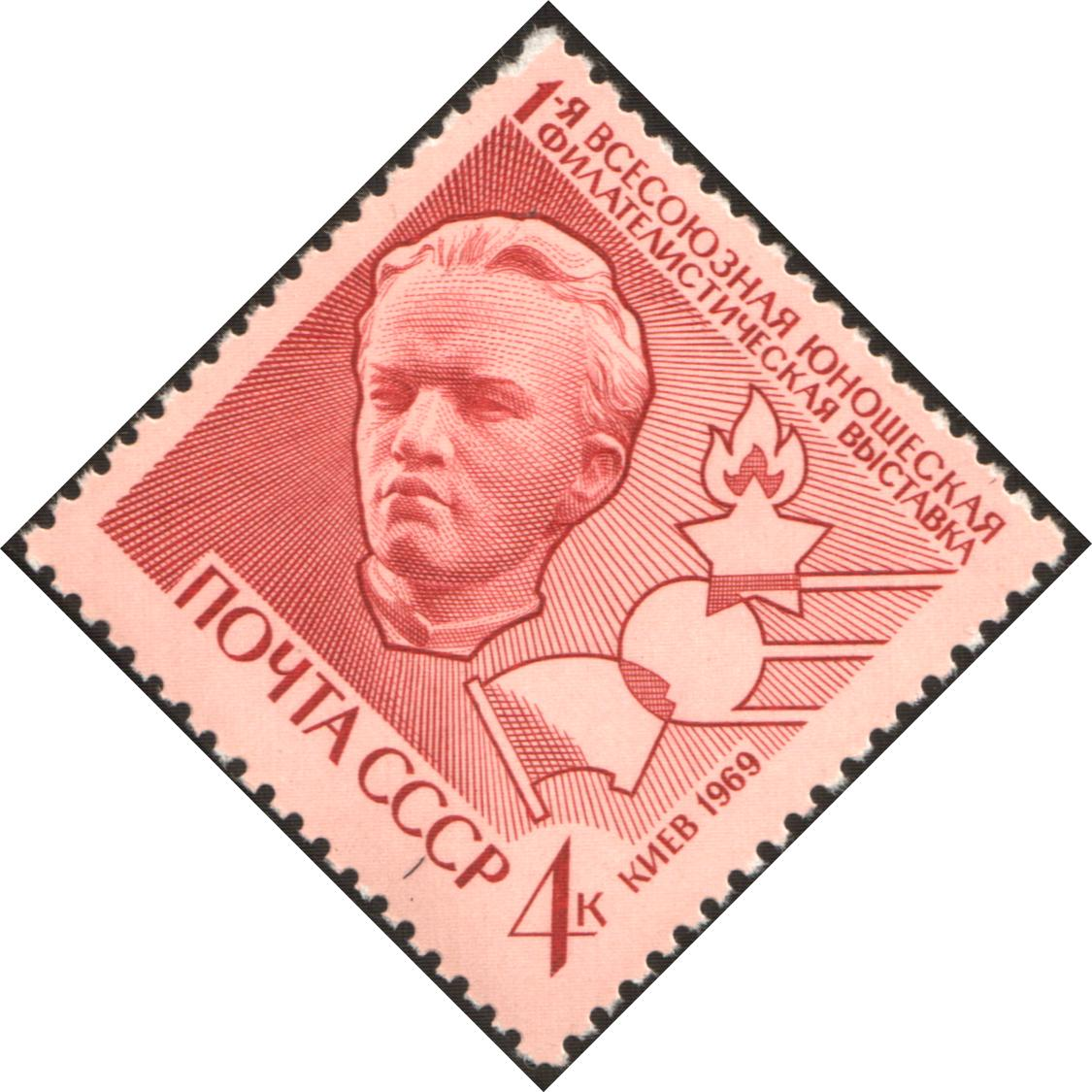
Марка СССР 1969 г. Изображён фрагмент памятника Володя Ульянов-гимназист (Ульяновск).
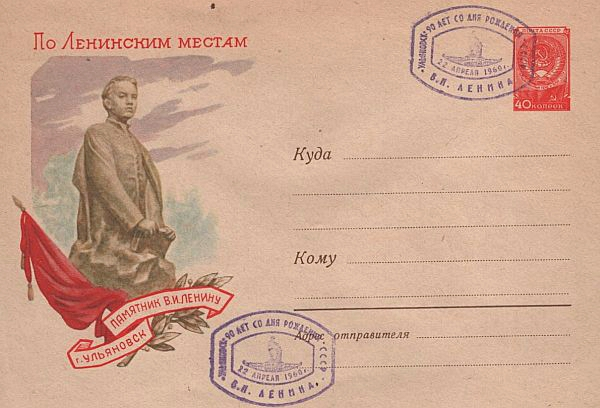
ХМК. По Ленинским местам. Ульяновск. Памятник Ленину- гимназисту (25.02.1960).
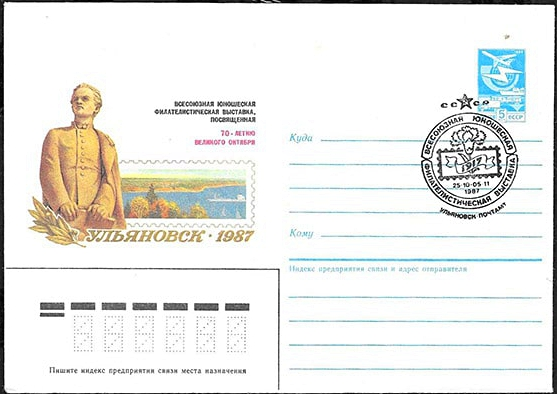
ХМК со спецгашением — Всесоюзная юношеская филвыставка, Ульяновск, 1987.
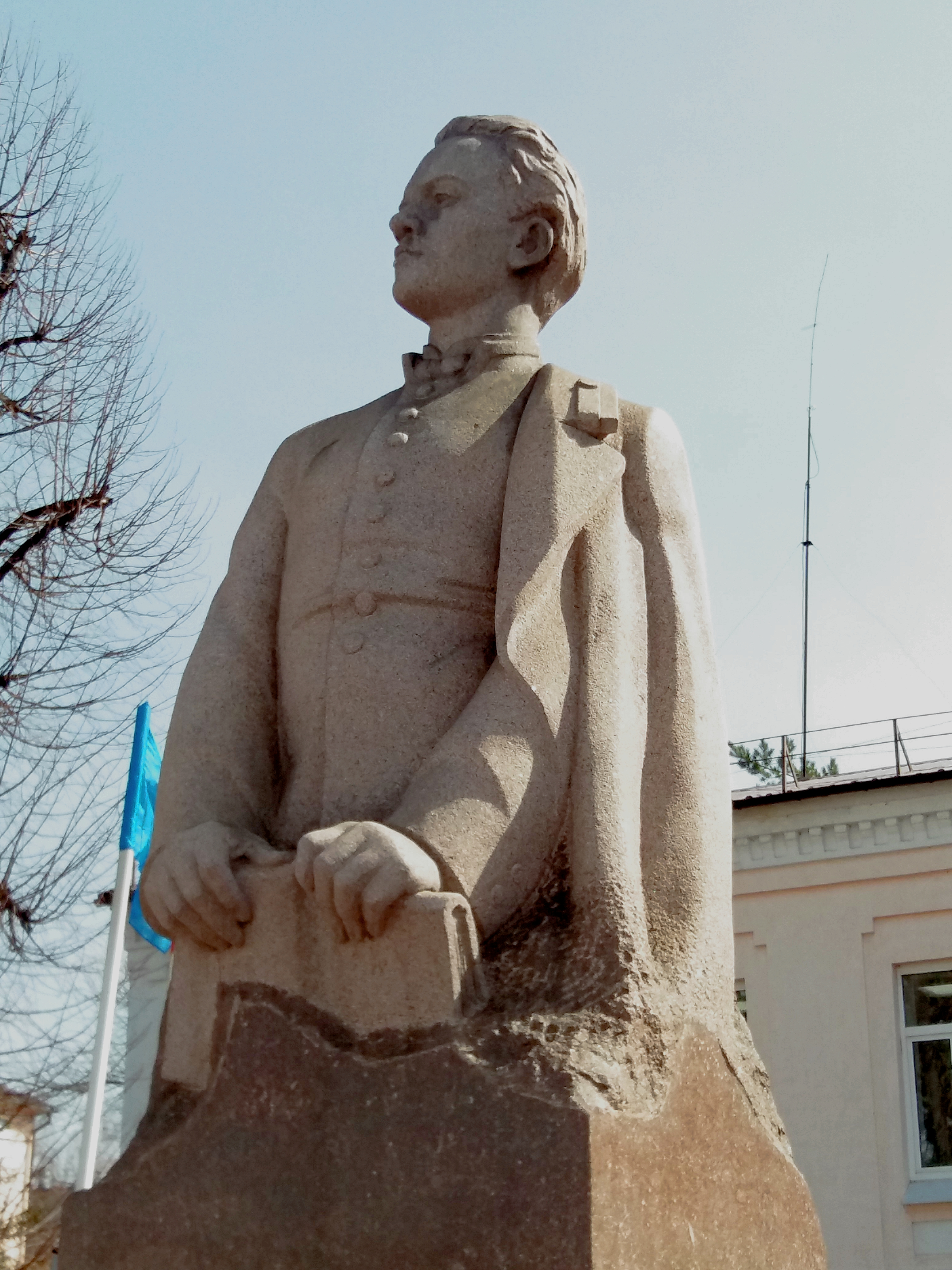
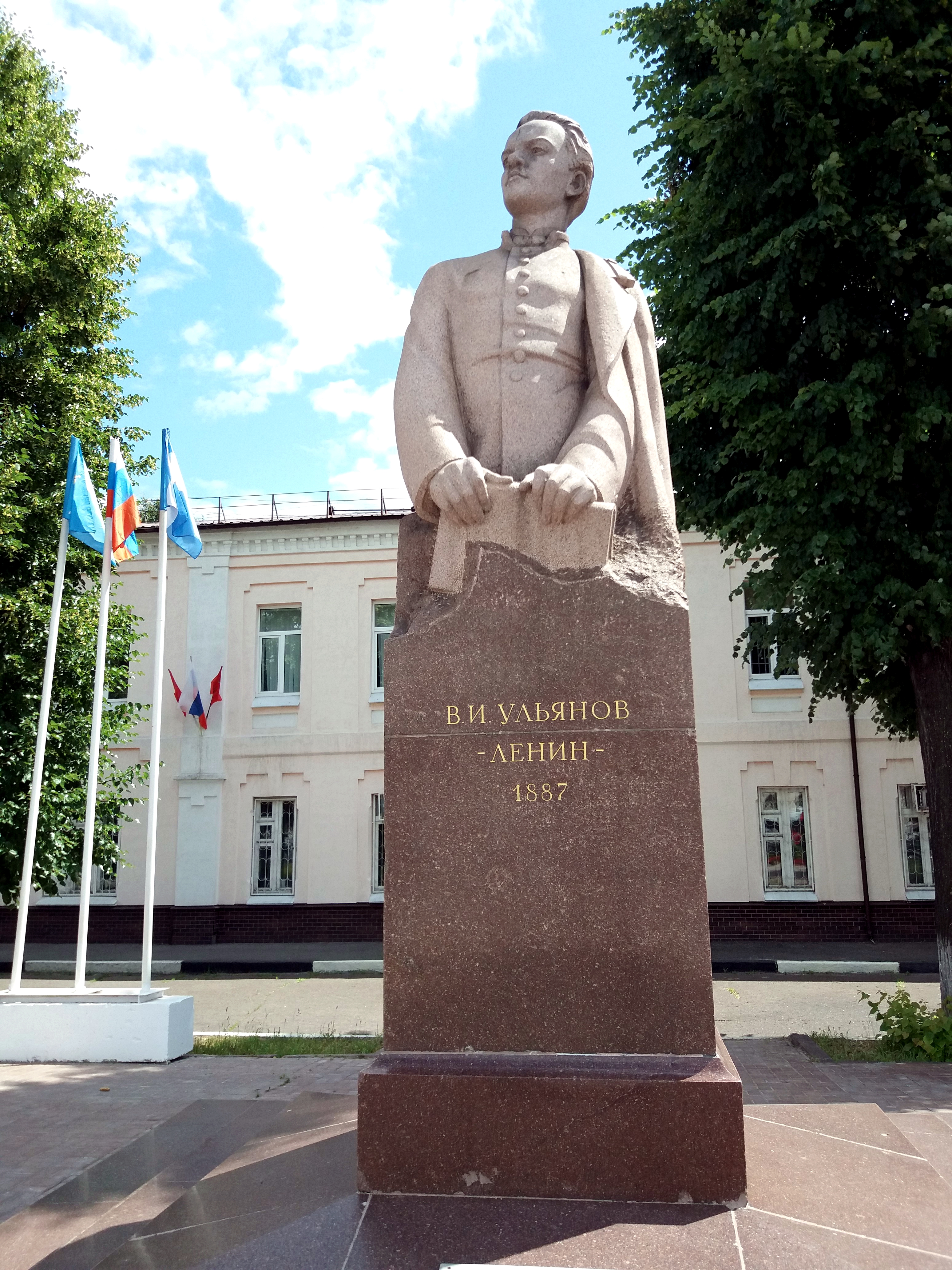